# Jeanine Hennis-Plasschaert
Jeanine Antoinette Hennis-Plasschaert (Heerlen, 7 de abril de 1973) es una política y diplomática neerlandesaa que se desempeña como Representante Especial del Secretario General de la ONU para la Misión de Asistencia de las Naciones Unidas para Irak desde el 1 de noviembre de 2018. Es miembro del Partido Popular por la Libertad y la Democracia (VVD).
Es funcionaria de profesión, fue elegida miembro del Parlamento Europeo por el Grupo de la Alianza de los Liberales y Demócratas por Europa (ALDE) tras las elecciones al Parlamento Europeo de 2004, el 20 de julio de 2004; fue reelegida después de las elecciones al Parlamento Europeo de 2009. Fue elegida miembro de la Cámara de Representantes de los Estados Generales después de las elecciones generales de 2010 y renunció como miembro del Parlamento Europeo el mismo día que asumió el cargo de miembro de la Cámara de Representantes el 17 de junio de 2010.
Tras las elecciones de 2012 y después de la formación del gabinete, se formó el segundo gabinete de Rutte y Hennis-Plasschaert se convirtió en Ministra de Defensa. Renunció como miembro de la Cámara de Representantes el 5 de noviembre de 2012, el mismo día en que asumió el cargo de Ministra de Defensa. Se desempeñó como Ministra de Defensa hasta su renuncia el 4 de octubre de 2017. Después de las elecciones de 2017, regresó como miembro de la Cámara de Representantes, sirviendo desde el 23 de marzo de 2017 hasta el 13 de septiembre de 2018.

## Carrera política

### Miembro del Parlamento Europeo, 2004–2010
En 2004, Hennis-Plasschaert fue elegido miembro del Parlamento Europeo por el VVD (afiliación parlamentaria europea: Partido Liberal Demócrata y Reformista Europeo) con 44.000 votos preferenciales. En el Parlamento Europeo, Hennis-Plasschaert fue miembro de la Comisión de Transportes y Turismo y suplente de la Comisión de Libertades Civiles, Justicia y Asuntos de Interior. También se desempeñó como miembro de la Delegación en el Comité Parlamentario Conjunto UE-Rumanía y suplente de la Delegación en el Comité Parlamentario Conjunto UE-Turquía.
En mayo de 2005, Hennis-Plasschaert presentó un informe al Parlamento Europeo sobre la seguridad de los aeropuertos. Argumentó que las normas de seguridad contra los ataques terroristas sólo deben aplicarse a los aeropuertos y no a las zonas aledañas. Además, las normas de costos y seguridad no deben distorsionar la libre competencia. En febrero de 2006 hizo preguntas sobre el código de conducta para los medios establecido por la Comisión Europea después de la controversia de las caricaturas de Jyllands-Posten Muhammad. En marzo de 2006, quiso ingresar a Bielorrusia para monitorear las elecciones presidenciales como observadora independiente; sin embargo, se le negó la entrada.
En febrero de 2010, Hennis-Plasschaert, como ponente sobre el tema, lideró la votación del PE que detuvo un acuerdo UE-Estados Unidos que habría otorgado a las autoridades estadounidenses acceso a datos bancarios de ciudadanos europeos en la red SWIFT.

### Carrera en la política nacional
Hennis-Plasschaert ocupó el cuarto lugar en la lista de su partido para las elecciones generales holandesas de 2010 y se convirtió en miembro de la Cámara de Representantes holandesa. Se centró en cuestiones de seguridad pública, policía holandesa, igualdad de trato, derechos LGBT y gestión de emergencias. Durante las elecciones generales holandesas de 2012, ocupó el puesto número 4 en la lista del VVD y, por lo tanto, fue reelegida. Después de la siguiente formación del gabinete, se convirtió en la presunta Ministra de Defensa del Gabinete Rutte II. En octubre de 2015, fue nombrada la mujer más influyente de los Países Bajos.
Bajo el liderazgo de Hennis-Plasschaert, los Países Bajos se comprometieron en 2013 a comprar 37 aviones de combate Lockheed Martin F-35 Lightning II por alrededor de 4500 millones de euros para reemplazar su antigua flota de General Dynamics F-16 Fighting Falcon.
Desde 2014, Hennis-Plasschaert supervisó la misión holandesa de seis aviones de combate F-16 que llevaron a cabo ataques aéreos contra objetivos del Estado Islámico en Irak. El 29 de enero de 2016, extendió los ataques aéreos a Siria.
Para las elecciones nacionales de 2017, Hennis-Plasschaert ocupó el puesto número dos en la lista de candidatos del VVD. Más tarde ese año, sin embargo, la Junta de Seguridad de los Países Bajos publicó un informe que destacaba las graves fallas del Ministerio de Defensa en torno a un accidente de entrenamiento de artillería en Malí que mató a dos soldados neerlandeses de mantenimiento de la paz e hirió a un tercero. A raíz del informe, Hennis-Plasschaert ordenó controles adicionales de municiones y atención médica para las tropas en las misiones. También comenzó a reducir la contribución holandesa a la Misión de Estabilización Integrada Multidimensional de las Naciones Unidas en Malí (MINUSMA), a la que inicialmente había proporcionado helicópteros Boeing AH-64 Apache en 2013. Sin embargo, frente a las continuas críticas, finalmente anunció su renuncia después de un debate en la Cámara de Representantes el 3 de octubre, entregando su renuncia al día siguiente. Su renuncia se produjo cuando las negociaciones para formar un nuevo tercer gobierno de coalición bajo la dirección del ministro-presidente Mark Rutte entraron en su fase final.

### Carrera en las Naciones Unidas
En agosto de 2018, fue designada por el Secretario General de las Naciones Unidas, António Guterres, como su Representante Especial para Irak y Jefe de la Misión de Asistencia de las Naciones Unidas para Irak (UNAMI), reemplazando así a Ján Kubiš.
En diciembre de 2019, pidió esfuerzos renovados para restablecer el equilibrio civil y la protección de la libertad de expresión.
En una declaración conjunta con la Misión de Asistencia de las Naciones Unidas para Irak (UNAMI), condenó enérgicamente el asesinato de dos activistas en agosto y los ataques contra otros en la ciudad sureña de Basora. Instó a aumentar los esfuerzos para llevar a los perpetradores ante la justicia.
El 28 de enero de 2021, visitó la Alta Comisión Electoral Independiente (IHEC) en Bagdad. El 31 de enero de 2021, se reunió con Ali Akbar Velayati en Teherán, Irán, donde habló sobre las próximas elecciones parlamentarias iraquíes.